# Die Terroristin
Die Terroristin ist ein  politischer Roman der britischen Autorin und Literaturnobelpreisträgerin Doris Lessing.  Er wurde im Herbst 1985 in englischer Sprache unter dem Originaltitel The Good Terrorist im Vereinigten Königreich und den Vereinigten Staaten veröffentlicht. Die deutschsprachige Ausgabe erschien 1986 in der Übersetzung von Manfred Ohl und Hans Sartorius.
Die Protagonistin des Romans, Alice Mellings, ist eine 36-jährige Frau, Tochter aus gutbürgerlichem Haus, die durch unglückliche Umstände in das terroristische Milieu der IRA hineingezogen wird. 
Alice ist jahrelang die gute Seele ihrer Londoner Wohngemeinschaft, die für ihre dauerdemonstrierenden Mitbewohner putzt, kocht und sogar klaut, von deren revolutionären Phrasen und ideologischen Plänen jedoch unbeeindruckt bleibt. 
Die Begegnung mit einer neuen, undurchsichtigen Genossin setzt einen unaufhaltsamen Prozess in Gang, in dessen Verlauf aus der selbstlosen, guten Frau des Originaltitels eine verstörte, mental verirrte Komplizin in einem Bombenattentat wird.